# Sønder Omme
Sønder Omme is een plaats in de Deense regio Zuid-Denemarken, gemeente Billund. De plaats telt 1761 inwoners (2007).